# Фроловіт
Фроловіт (англ. frolovite; нім. Frolovit m, Frolowit m) — мінерал, водний борат кальцію.
За назвою Новофролівського рудника (Північний Урал), Е. С. Петрова, 1957.

## Опис
Хімічна формула:
- 1. За Є. К. Лазаренком: Ca[B2O(OH)6]•H2O.
- 2. За К.Фреєм та «Fleischer's Glossary» (2004): CaB2(OH)8.

Містить (%): CaO — 29,42; B2O3 — 36,58; H2O — 34,00.
Утворює щільні, прихованокристалічні аґреґати, прожилки. Сингонія триклінна. Спайність відсутня. Густина 2,14. Тв. 3,75. Колір білий. Матовий полиск. Розчинний у воді. Рідкісний мінерал бору. Супутні мінерали: кальцит, ґранат, магнетит.

## Поширення
Знайдений в скарнових залізорудних родовищах на Півд. Уралі разом з кальциборитом, кальцитом, ґранатом, магнетитом.